# Наволок (Великоустюгский район)
Наволок — деревня в Великоустюгском районе Вологодской области.
Входит в состав Орловского сельского поселения, с точки зрения административно-территориального деления — в Орловский сельсовет.
Расстояние по автодороге до районного центра Великого Устюга — 72 км, до центра муниципального образования Чернево — 7 км. Ближайшие населённые пункты — Мармугино, Исток, Павшино.
По переписи 2002 года население — 19 человек.